# Frères Hus
Pour les articles homonymes, voir Hus.
Les Frères Hus sont deux membres de la famille Hus qui s'associèrent entre 1720 et 1750 pour diriger une troupe de comédiens parcourant la France et les Pays-Bas autrichiens.
François Hus et Barthélemy Hus-Desforges conduisent leur troupe dans les villes du Sud (Marseille, Avignon, Montpellier, Perpignan, Toulouse et Bordeaux), dans la vallée du Rhône (Lyon, Chambéry et Grenoble), en Bretagne et en Normandie (Rennes, Nantes, Le Havre et Rouen), ainsi que dans le Nord (Douai, Gand et Bruxelles).